# 鄭阮
郑阮（？—937年1月17日），五代十国后唐、后晋官员，洺州人。
郑阮年轻时为洺州牙将，唐庄宗攻占山东，郑阮首先归顺，升任军职。郑阮有子，自幼事奉李嗣源中门使安重诲，安重诲以其凶猛狡诈，喜欢他。李嗣源即位为唐明宗，擢升郑阮至凤翔节度副使。李从珂镇守凤翔，郑阮渐渐亲近他。李从珂嗣位，郑阮为赵州刺史。郑阮贪浊，民间小事，都密察纠弹，令纳贿以赎罪。有个属县县令，因聚钱饮酒拒命，郑阮暗中募人调查他的过错，最后将其停职。又曾经以州符调取州内出售丧葬用品的店铺中登记在册的人，派到青州，抬死尸到洺州，州人害怕路远，愿缴纳一百缗钱以求免行，郑阮本无丧事，收下钱财放过他们。有人认为这不是吉兆。不久，改任曹州刺史，为政弊端更多。石敬瑭灭后唐入洛阳，郑阮自曹州来朝，不久后，十二月初三，被本州指挥使石重立所杀，全家无人逃脱。